# ヴァシリー・ウルリヒ
ヴァシリー・ヴァシリエヴィチ・ウルリヒ（ロシア語: Васи́лий Васи́льевич У́льрих、1889年7月13日 - 1951年5月7日）は、ソビエト連邦の裁判官。ヨシフ・スターリンやNKVDがでっち上げた事件で起訴された無数の冤罪被告人に対して有罪判決を下し、スターリン独裁体制を支えた。
姓はロシア語表記に従ってウリリヒ、ウリリフと表記される場合もある。

## 生涯
リヴォニア州のリガで、ドイツ系の父親とロシア貴族出身の母親との間に生まれた。父が革命家であったため、ロシア当局により一家ごとシベリアのイルクーツクへ5年の流刑に処された。1910年にリガへ戻り、リガ工科大学で商学を学んだ。1914年に卒業した後、第一次世界大戦の最前線に送られた。
ロシア革命後はレフ・トロツキーによってチェーカーに入れられた。さらに1921年7月、軍事委員会の一員となる。ここでスターリンの目に留まり、1926年にはソ連最高裁の長官に任命された。スターリンの意を受けて無法判決を下し、特に大粛清期には猛威を振るった。世界に向けて公開された三度のモスクワ裁判では裁判長を務め、1937年6月のミハイル・トハチェフスキーら赤軍高官への死刑判決も下した。死刑執行にあたっては自ら立ち会うことがあり、さらにはウルリヒ自身の手で死刑囚を殺して満足を得ることもあったという。
大祖国戦争勃発後も無法判決を行い、「サボタージュ」「敗北主義者」などとレッテルを張られた人々に対して死刑判決を大量に下した。ポーランドの国内軍に対する迫害として悪名高い十六人裁判でも裁判官を務めている。
戦後もスターリンへの追従と無法判決ぶりは変わらず、アンドレイ・ジダーノフによる文化人抑圧政策を支持してスターリンやジダーノフに睨まれた人々に有罪判決を下した。なお、赤軍が拘束したグリゴリー・セミョーノフ、ピョートル・クラスノフら元白軍将校や、アンドレイ・ウラソフらロシア解放軍関係者へも死刑判決を下している。しかし1948年、ウクライナの農民たちに死刑判決の代わりにシベリア追放刑を下した手違いの件で、スターリンに辞職を求められた。その後は赤軍軍事法院の教官に転じたが、1951年に心筋梗塞により死去。ノヴォデヴィチ墓地に埋葬された。

## 関連項目

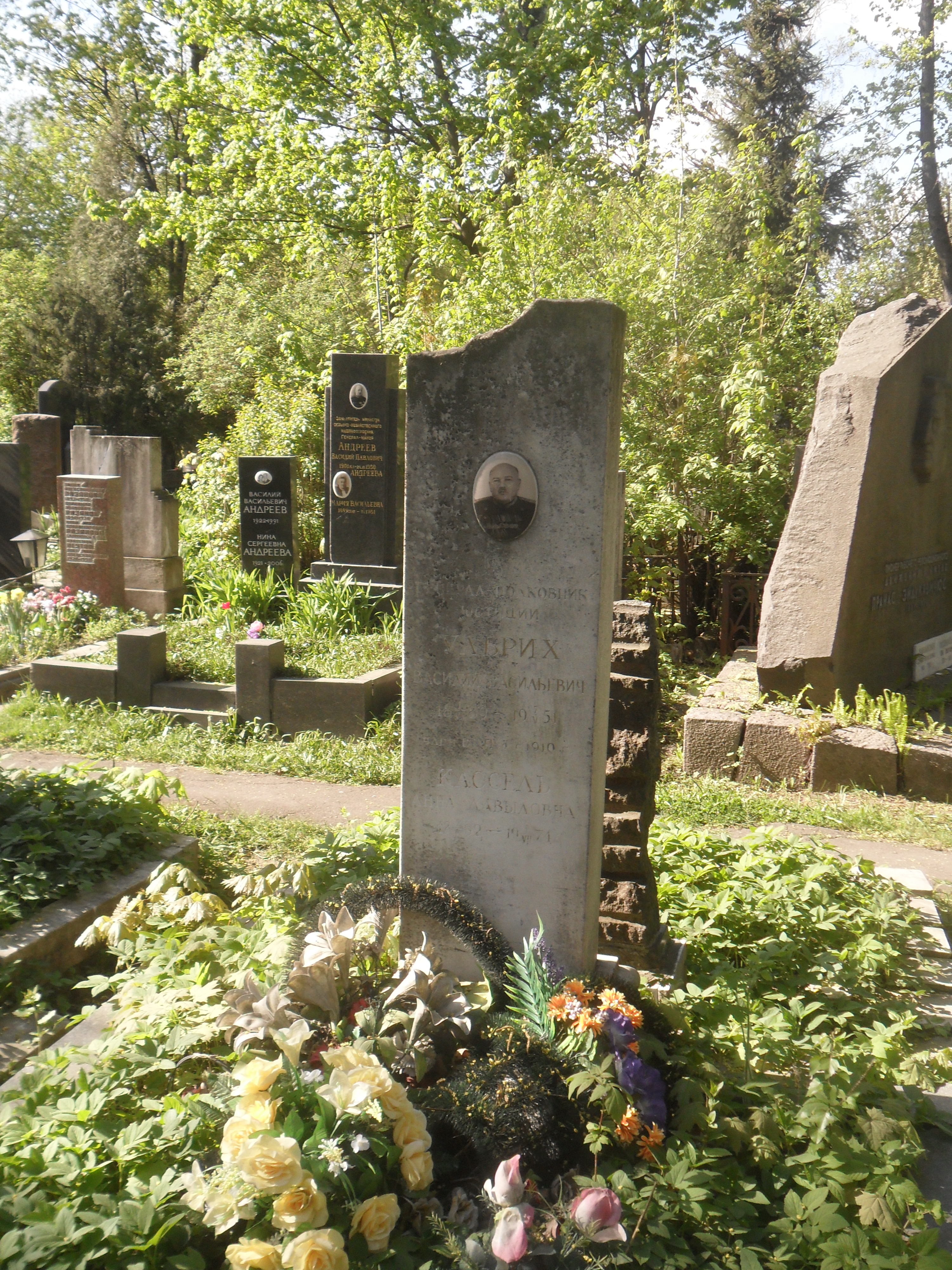
ウルリヒの墓（ノヴォデヴィチ墓地）